# Jules Monsallier
Jules Monsallier (Boulogne-Billancourt, 23 gennaio 1907 – Terrasson-Lavilledieu, 4 settembre 1972) è stato un calciatore francese, di ruolo attaccante.

## Carriera

### Nazionale
Ha collezionato 3 presenze con la propria Nazionale, partecipando alle Olimpiadi di Amsterdam 1928.

## Statistiche

### Cronologia presenze e reti in Nazionale
| Cronologia completa delle presenze e delle reti in nazionale ― Francia | Cronologia completa delle presenze e delle reti in nazionale ― Francia | Cronologia completa delle presenze e delle reti in nazionale ― Francia | Cronologia completa delle presenze e delle reti in nazionale ― Francia | Cronologia completa delle presenze e delle reti in nazionale ― Francia | Cronologia completa delle presenze e delle reti in nazionale ― Francia | Cronologia completa delle presenze e delle reti in nazionale ― Francia | Cronologia completa delle presenze e delle reti in nazionale ― Francia |
| Data                                                                   | Città                                                                  | In casa                                                                | Risultato                                                              | Ospiti                                                                 | Competizione                                                           | Reti                                                                   | Note                                                                   |
| ---------------------------------------------------------------------- | ---------------------------------------------------------------------- | ---------------------------------------------------------------------- | ---------------------------------------------------------------------- | ---------------------------------------------------------------------- | ---------------------------------------------------------------------- | ---------------------------------------------------------------------- | ---------------------------------------------------------------------- |
| 17-5-1928                                                              | Colombes                                                               | Francia                                                                | 1 – 5                                                                  | Inghilterra                                                            | Amichevole                                                             | -                                                                      |                                                                        |
| 15-3-1931                                                              | Colombes                                                               | Francia                                                                | 1 – 0                                                                  | Germania                                                               | Amichevole                                                             | -                                                                      |                                                                        |
| 12-1-1936                                                              | Parigi                                                                 | Francia                                                                | 1 – 6                                                                  | Paesi Bassi                                                            | Amichevole                                                             | -                                                                      |                                                                        |
| Totale                                                                 |                                                                        | Presenze                                                               | 3                                                                      |                                                                        | Reti                                                                   | 0                                                                      |                                                                        |

## Palmarès
- Campionato francese: 1

Sete:1933-34
- Coppa di Francia: 1

Sete:1933-34